# 青田悠華
青田 悠華（あおた ゆうか、1991年3月30日 - ）は、日本のAV女優。DINO所属。2022年11月に「水瀬 さな（みなせ さな）」へ改名（LIGHT所属）。

## 略歴・人物
2021年9月、マドンナの専属女優としてAVデビュー。
2022年4月で専属が終了し、企画単体女優となる。
2022年11月8日の公式ツイッターで、LIGHTに所属事務所を移籍し「水瀬さな」（1998年3月30日 - ）に改名したことを報告

## 作品

### アダルトDVD
- 「高嶺の花なんかじゃないけん…。」 8頭身、博多美人、肩書きのない専業主婦 青田悠華 30歳 AV Debut（9月28日、マドンナ）
- マドンナ専属第2弾―。 無限絶頂!! 8頭身の正・統・派・美人妻が味わう快楽の向こう側 最初で最高の追撃性交（10月26日、マドンナ）
- 絶対に手を出してはイケナイはずの美しい姉と僕は血の繋がらない連れ子同士で…。 姉弟という縛りを失った二人が、禁断の中出し不倫に溺れた夏の日―。（12月28日、マドンナ）

- 夫が起床する1時間前― 毎朝、私は義父に中出しされています。（2月8日、マドンナ）
- 地元へ帰省した三日間、人妻になっていた学生時代の先輩と時を忘れて愛し合った記録―。（3月8日、マドンナ）
- 取引先の傲慢社長に中出しされ続けた出張接待。 新人専属、イイ女のスーツ『美』―。（4月12日、マドンナ）
- 羞恥! 新任女教師が学習教材にされる男子校の性教育 生徒の目の前で無遠慮な指が膣に挿入される!プライドは崩壊するが、子宮の奥から愛液があふれ出る 8（5月12日、サディスティックヴィレッジ）
- ママのリアル性教育（5月17日、グローリークエスト）
- 久しぶりに会った従妹がエロく成長して絶賛発情中!（6月20日、プラネットプラス）
- 絶叫!悶絶!ポルチオ開発! 子宮の奥にある奥の奥でイク女 5（7月12日、セレブの友）
- 120%リアルガチ軟派伝説 110（7月15日、プレステージ）
- 限界突破! 媚薬で引き出す最高潮キメセクFUCK（7月16日、マキシング）
- ワンダフルクイーン（7月19日、ミル）
- 禁断のリアル近親相姦 美人姉弟がHミッションに挑戦したら…超絶倫の弟がガチ発情! 「お母さんに言えないっ!」と戸惑う姉を無視して腰振りまくり! イキ過ぎ痙攣でグッタリしている姉を容赦なく犯し、何度も何度も中出し中出し中出し中出し! 2（7月22日、赤面女子）
- ようこそ、絶倫デカチン男優が待ち構えるノンストップSEXルームへ!（8月9日、セレブの友）
- ガチナンパ! 憧れのCAキャビンアテンダントさんにお願い! 僕のチ○ポに性処理サポートしてくれませんか? Vol.2（8月15日、ピーターズ）
- 黒い棒力（9月6日、アタッカーズ）
- 再会…。（9月6日、KSB企画）
- 青田悠華が身悶えイキ狂う! 淫行・狂乱・卑劣すぎる4SEX（9月13日、セレブの友）
- 長身×巨乳×でか尻 どすけべ妻ナンパ はみ尻ミニスカギャルは超ヤリマン!（12月27日、かつお物産）

### アダルトVR
- シンプルにヌケるが一番! 誘惑のボディーパーツを見抜けるVR。 【奔放痴女編】（2022年8月30日、MILU VR）

### ネット配信
2022年
- 【趣味はアニメ】彼氏は1年おらず、色々と寂しい！寂しい時は玩具でスッキリしてる！ムラムラが抑えられないという体位は正常位・・色々と興味があるそうです 応募素人、初AV撮影 281（5月13日、シロウトTV）※「ゆうか」名義
- マジ軟派、初撮。 1811 出勤前のキャバ嬢さん、お買い物代を肩代わりすることを約束にホテルに連れ込み!ギャラ交渉の末にAV撮影に同意。大人しくて反応イマイチ…?と、思いきや挿入後に豹変!甲高い喘ぎ声を上げて中イキ!!（6月12日、ナンパTV）※「ゆか」名義
- ラグジュTV 1590 美人エステティシャンが非日常の刺激に惹かれAV出演!滑らかな肌と美ボディを晒し、久しぶりに味わう快楽にうっとり…恍惚の表情を浮かべ乱れイク!（7月22日、ラグジュTV）※「優」名義

### デジタル写真集
- 久しぶりに会った従妹がエロく成長して絶賛発情中!（2022年6月20日、プラネットプラス）

## 出演

### YouTube
2022年
- 【熟女の履歴書】－第36回前編－青田悠華さんの巻～すごい反応が、よ・き・か・な～（11月4日、夕やけちゃんねる）
- 【熟女の履歴書】－第36回前編－青田悠華さんの巻～着衣が好き、特にスク水～（11月5日、夕やけちゃんねる）

## 掲載

### 雑誌
- 週刊実話 2022年6月23日号（日本ジャーナル出版） - 袋とじ「博多出身のアラサー妻が脱いだ!!」